# Levi's 501
Levi's 501 est le nom donné par la firme américaine Levi's à son modèle de jeans emblématique à compter de la dernière décennie du XIXe siècle.

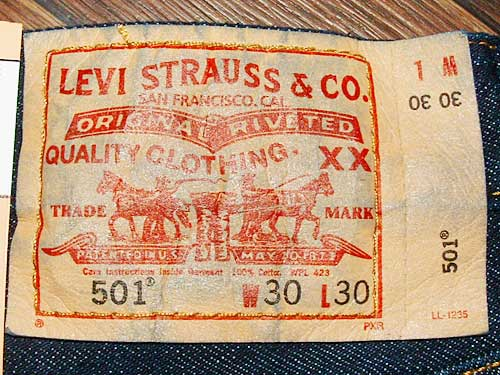
Étiquette en cuir aux deux chevaux du célèbre modèle de jeans, apparue en 1886.

La version d'après-guerre du 501 est l'archétype du jeans caractérisé par ses cinq poches, sa braguette à boutons, ses surpiqûres orange assorties au cuivre des rivets, la petite étiquette rouge arrière et celle de cuir cousue à la taille.

## Historique

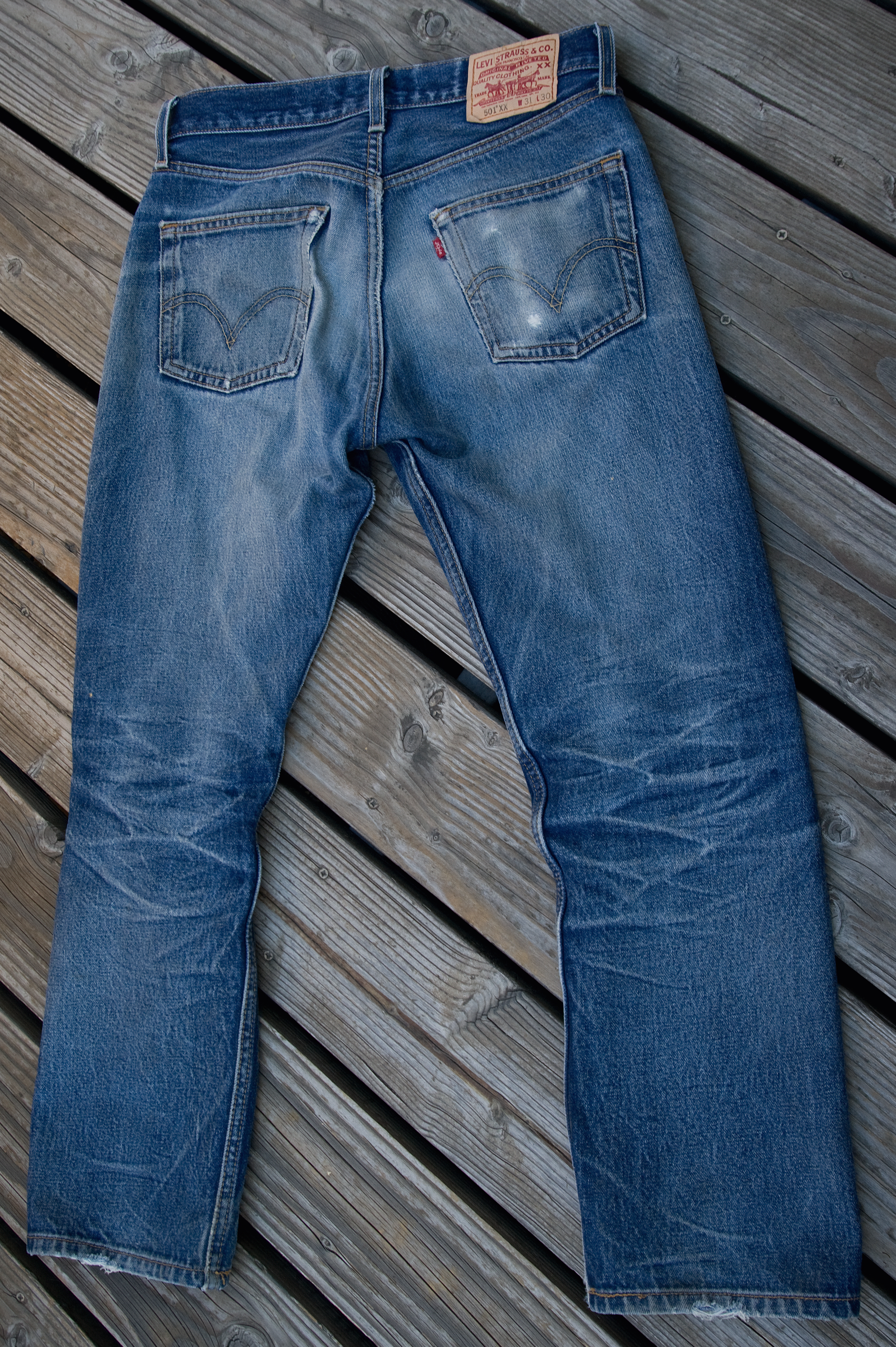
Levi's 501.

Les prémices de ce pantalon datent de 1853, mais il apparaît réellement vingt ans plus tard, date marquée par le dépôt de brevet d'un denim aux poches rivetées, invention de Jacob Davis et Levi Strauss. 
En 1890, Levi Strauss & Co perd son exclusivité sur les pantalons jeans (extinction du privilège juridique et commercial de son brevet), aussi la firme décide-t-elle de réagir contre les futures imitations et met l'accent sur le denim utilisé provenant des filatures d'Amoskeag. Elle crée ainsi un modèle taillé dans la toile de 9 onces, « XX », d'Amoskeag, gage de qualité, et dénommée 501. Les archives de Levi Strauss & Co. à San Francisco ayant été détruites par le feu lors du tremblement de terre le 18 avril 1906, personne ne connait l'origine de ce numéro. Il semblerait cependant qu'il soit celui du lot de tissu de Cone Mills dans lequel fut taillé le premier « 501 »,. À partir de 1922, les 501, comme tous les jeans Levi's, sont exclusivement confectionnés avec du denim produit par la filature Cone de Greensboro.
Le 501 est d'abord, de son origine à la fin du XIXe siècle, un vêtement de travail, au départ surtout pour les chercheurs d'or puis les ouvriers du chemin de fer. Il est coupé très large, n'a qu'une poche unique au dos, une martingale, des boutons pour les bretelles et un rivet à l'entrejambe. Ces spécificités vont peu à peu disparaitre. Au tout début du XXe siècle, le 501 se voit pourvu d'une seconde poche arrière. Le « cinq poches » est né. Il perdra également ses boutons à bretelles ; juste avant la Seconde Guerre mondiale, il a déjà perdu son usage utilitaire. 
Dans les années 2010, le 501 n'est plus à la mode ; il revient sur le devant de la scène lors de la décennie suivante, encouragé en cela par le retour des tendances des années 1990 et d'un goût des consommateurs pour le vintage.

### Évolution

#### Attributs abandonnés
Les attributs suivants ont disparu du modèle 501 :
- le denim selvage : Jusqu'en 1983, le denim utilisé pour le modèle 501 sera produit avec des métiers à tisser à laize étroite, identifiable par le liseré rouge à l'intérieur de la couture latérale, alors que Levi Strauss & Co., pour ses autres modèles, avait généralisé depuis les années 1950 l'usage d'un tissu à large laize produit sur des machines automatiques[3] ;
- les rivets des poches arrière :  Jusqu'en 1966, ces poches seront rivetées mais dès 1937, les rivets seront cachés afin qu'ils n'endommagent pas l'assise de celui qui le porte[4] ;
- la martingale : la patte de serrage arrière disparaît, pour des raisons d'économie, pendant la Seconde Guerre mondiale. Elle n'est pas réintroduite pour le modèle de 1947[5] ;
- les boutons de bretelle : le modèle de 1933 sera le dernier à en être pourvu, les restrictions de la guerre et l’évolution de la mode conduiront à les faire disparaitre en 1944.

Les rééditions par Levi's sont des différents 501 historiques qui reproduisent ces caractéristiques. Dans les années 1990, une série de spots publicitaires de la marque Levi's présentera ces différents attributs abandonnés.

#### Spécificités conservées
En revanche les jeans 501 continuent d'avoir :
- une poche gousset rivetée : les modèles pré-501 en disposent déjà d'une. Selon la légende, cette poche aurait été utilisée par les chercheurs d'or pour conserver leurs pépites. Les deux rivets de la poche disparaissent temporairement pour économiser le métal au cours du second conflit mondial ;
- des rivets en cuivre : fondement du jeans, l'entreprise Levi Strauss & Co., qui participe à l'effort de guerre, remplace pourtant le cuivre par de l'acier teinté pendant les années 1940 ;
- une étiquette au dos : Dès 1886, une étiquette de cuir (jacron) est cousue sur la ceinture les jeans Levi's. Deux chevaux y sont représentés tentant de déchirer un pantalon de la marque[6].
- un « arcuate » : Les plus anciens pantalons Levi's connus arborent déjà une double surpiqure sur la poche arrière décrivant deux arcs de cercle. Cependant, afin d'économiser le fil du fait du rationnement, l'arcuate est dessiné et non plus piqué sur le modèle de 1944 ;
- une étiquette rouge : En 1936, la petite étiquette rouge est placée dans la couture de la poche arrière droite. Jusqu'en 1971, Levi's y est écrit avec un E majuscule[1]. Les jeans vintage antérieurs sont désignés par le terme « big E ».

## Andy Warhol promoteur du modèle
Selon la légende répandue par Bob Calacello (l'ancien éditeur de Interview) Andy Warhol portait le modèle avec une chemise à carreaux et un blazer bleu, créant un nouveau look. Il fut, avec son collaborateur Fred Hugues, le premier à avoir combiné jeans et veste. À partir de ce moment, ce style est devenu le « look Warhol ».

## Publicité de 1985
En 1985, pour promouvoir la version « stonewashed » du 501, Levi Strauss & Co. fait appel à l'agence BBH (Bartle Bogle Hegarty). La publicité montre Nick Kamen entrer dans une laverie automatique, mettre des pierres dans le tambour d'une machine, retirer son t-shirt et son 501 pour enfin attendre en caleçon blanc et chaussettes sous le regard de la clientèle, notamment féminine. Le décor, les tenues des autres protagonistes, la présence d'un G.I., la musique (I Heard It Through the Grapevine) invitent à dater la scène au cours des fifties aux États-Unis.
Cette campagne publicitaire aurait fait grimper les ventes de la marque de 80 % en un an au Royaume-Uni. Elle a également indirectement assuré la publicité pour les sous-vêtements Sunspel (en). Le spot est un classique des rétrospectives de film publicitaire.

## Production
Les premières productions extra-américaines de Levis 501 datent du début des années 1980, en Écosse.
En 2003, Levi Strauss & Co. a fermé sa dernière usine sur le territoire américain à San Antonio.
Les actuelles rééditions de jeans 501 vintage de Levi Strauss & Co. fabriquées aux États-Unis le sont dans des usines non détenues par la firme californienne.
La société Cone Mills qui produisait le denim pour Levi Strauss & Company depuis 1915 fut également le fournisseur exclusif ces dernières années du tissu des 501 notamment le White Oak.